# Cabo Sable

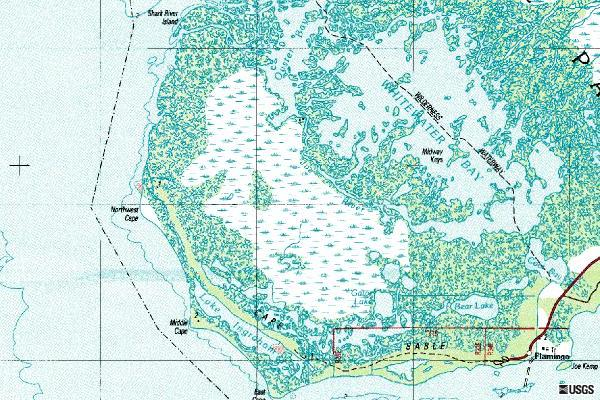
Carta topográfica da USGS.

O Cabo Sable (em inglês:  Cape Sable) é o ponto mais meridional da Flórida continental e dos Estados Unidos Continentais. Fica no sudoeste da península da Flórida, no Condado de Monroe e faz parte do Parque Nacional Everglades. O cabo é uma península no sudeste da Flórida continental que entra na direção oeste encurvando para norte ao entrar na baía Ponce de Leon, no estuário do rio Shark. Limita a sul e oeste a baía Whitewater. 